# Mathias Neumayer
Mathias Neumayer, auch Matthias Neumayr, (* 16. November 1832 in Maishofen; † 17. Juni 1902 ebenda) war Gutsbesitzer und Abgeordneter zum Österreichischen Abgeordnetenhaus.

## Leben
Mathias Neumayer war Sohn des gleichnamigen Gutsbesitzers, Gast- und Landwirts Mathias Neumayer. Ab 1862 war er Besitzer des Guts Schloss Kammer, einer Gast- und Landwirtschaft, in Maishofen. Im Jahr 1900 übergab er es an einen Sohn. Zuletzt war er Unterwirt in Maishofen. Er starb am 17. Juni 1902 im Alter von 69 Jahren an einer Gefäßverkalkung.
Er war von 1878 bis 1891 Mitglied im Salzburger Landtag (5., 6. und 7. Wahlperiode) und war 30 Jahre Gemeinderat. Von 1864 bis 1873 und von 1876 bis 1882 war er auch Bürgermeister von Maishofen.
Er war römisch-katholisch und ab 1862 verheiratet mit Emerenz Kaltenhauser († 1879), mit der er fünf Töchter und sechs Söhne hatte, wobei zwei Söhne jung verstorben sind. Nach dem Tod seiner Ehefrau heiratete er 1880 Maria Wieser, mit der er einen Sohn hatte.

## Politische Funktionen
Mathias Neumayer war vom 4. November 1873 bis zum 23. Januar 1891 Abgeordneter des Abgeordnetenhauses im Reichsrat (V., VI. und VII. Legislaturperiode). Er war in diesen drei Legislaturperioden für die Kurie Landgemeinden 2 (St. Johann, Radstadt, Gastein, Tamsweg, St. Michael, Zell am See, Lofer, Saalfelden, Mittersill, Taxenbach) zuständig.

## Klubmitgliedschaften
Mathias Neumayer war ab 1873 Mitglied im Klub des rechten Zentrums, ab dem 19. November 1881 im Zentrum-Klub und ab dem 11. November 1882 fraktionslos. Ab 1885 war er wieder Mitglied im katholisch-konservativen Zentrum-Klub.